# Кривино (Ленинградская область)
Кривино — упразднённая деревня Тосненского района Ленинградской области. Входила в состав Кривинского сельсовета, ныне урочище на территории Трубникоборского сельского поселения.

## География
Находилась у реки Равань, вблизи болота Пятницкий Мох.
На советской карте 1942 года и на послевоенной американской карте возле Кривино обозначена Новая Деревня.

## История
Первое упоминание в 1582 году — в Дмитриевском Гдицком погосте Новгородского уезда Водской пятины как «дер. Кривино на речке на Равыне».
В 1615 году деревня Кривино, в 1709 году усадьба Кривино. В 1718 году выстав (село) Кривино, в 1748 году снова усадьба, в 1788 — село.
В деревне до 1730 года имелась деревянная церковь великомученицы Параскевы. Перестроена в 1838 году, сгорела в 1854 году. Каменная церковь Преображения Господня была построена в 1855—1861 годах, закрыта в 1936 году и передана под Дом культуры. Не сохранилась.
К 1884 году деревня Кривино Апраксинской волости Новгородского уезда состояла из 57 дворов. Строений — 205, в том числе 57 жилых. В двух усадьбах 8 строений, в том числе 5 жилых. Имелся питейный дом, кожевенный завод.
Землёй в деревне владел помещик Георгий Степанович Нечаев-Мальцев (1834 г. р.), в 1890 году основавший Тигодскую стекольную фабрику при деревне Червино той же волости.
На 1885 год Кривино значилось одним из важнейших селений. Село бывшее владельческое при р. Раване. Дворов — 51, жителей 235.
В 1907 году в деревне были усадьбы владельцев: Фальковского — при ручье Коровьем. 1 строение, 3 жителей. Водяная мельница, Казакова — также при ручье коровьем. 1 строение, 3 жителя. Мелочная лавка.
С августа 1941 по декабрь 1943 деревня была в оккупации во время Великой Отечественной войны.
После войны деревня не восстановлена.

### Административно-территориальная принадлежность
К 1884 году деревня вместе с двумя усадьбами входила в Апраксинскую волость Новгородского уезда Новгородской губернии, Кривинское сельское общество.
С марта 1917 по июль 1927 года — в Апраксинской волости Новгородского уезда Новгородской губернии, по июнь 1930 года — в Кривинском сельсовете Любанского района Ленинградского округа, по август 1941 — в Кривинском сельсовете Тосненского района. По данным на 1933 год в Кривинский сельсовет входили село Кривино и деревни Крутик, Пятница (Пякница), Крапивино, Новая.

## Население
В 1940 году — 277 жителей.

## Инфраструктура
Основой экономики было приусадебное хозяйство .

## Транспорт
До урочища идут труднопроходимые лесные дороги